# Brother Where You Bound (utwór)
Brother Where You Bound – suita rockowa brytyjskiej progresywnej grupy Supertramp z albumu o tym samym tytule. Jest to najdłuższy utwór zespołu oraz pierwsza suita do czasów "Fool's Overture" z albumu Even in the Quietest Moments...
Początek utworu zawiera cytaty z Roku 1984 George’a Orwella. Tematyką utworu jest zimna wojna. Do suity tej nagrano również długi, bo 17-minutowy teledysk w reżyserii Rene Daaldera, który wzbudził kontrowersje z powodu scen przemocy.
Fragment Międzynarodówki słychać od minuty 1:05 do minuty 1:30.
Grający gościnnie na gitarze rytmicznej Scott Gorham (gitarzysta grupy Thin Lizzy) jest szwagrem perkusisty Boba Siebenberga.
W wywiadzie z 2002 roku Rick Davies wyjaśnił jak David Gilmour znalazł się w studio: "Pamiętam jak mówiłem do chłopaków: "Musimy znaleźć kogoś kto gra trochę jak Gilmour, i myślę że jest to ktoś z A&M, Może to być Jordan Harris lub jeden z tych facetów." A on powiedział: "Znam Davida, może chciałby przyjść i z nami zagrać." A on przesłał mu demo utworu, które spodobało się Davidowi. Gilmour przyszedł ze swoim sprzętem, to było w studio, Moim studio i zrobiliśmy to."

## Wykonawcy
- Rick Davies – instrumenty klawiszowe, śpiew
- John Helliwell – saksofony
- Dougie Thompson – gitara basowa
- Bob Siebenberg – perkusja
- Marty Walsh – gitara
- David Gilmour – gitara solowa
- Scott Gorham – gitara rytmiczna